# Communauté de communes de la Beauce vovéenne
La Communauté de communes de la Beauce vovéenne est une ancienne communauté de communes française, située dans le département d'Eure-et-Loir et la région Centre-Val de Loire.

## Composition
Elle était composée de 22 communes, toutes du canton de Voves (dans sa composition avant 2015) :
| Nom                      | Code Insee | Gentilé          | Superficie (km2) | Population (dernière pop. légale) | Densité (hab./km2) |
| ------------------------ | ---------- | ---------------- | ---------------- | --------------------------------- | ------------------ |
| Voves (siège)            | 28422      | Vovéens          | 32,98            | 3 164 (2013)                      | 96                 |
| Allonnes                 | 28004      | Allonnais        | 10,25            | 318 (2014)                        | 31                 |
| Baignolet                | 28020      |                  | 10,07            | 128 (2013)                        | 13                 |
| Beauvilliers             | 28032      | Beauvillains     | 23,05            | 337 (2014)                        | 15                 |
| Boisville-la-Saint-Père  | 28047      | Boisvillois      | 24,92            | 703 (2014)                        | 28                 |
| Boncé                    | 28049      | Boncéens         | 8,76             | 243 (2014)                        | 28                 |
| Fains-la-Folie           | 28145      |                  | 21,65            | 313 (2013)                        | 14                 |
| Germignonville           | 28179      | Germignonvillois | 20,92            | 221 (2013)                        | 11                 |
| Louville-la-Chenard      | 28215      |                  | 19,51            | 258 (2014)                        | 13                 |
| Montainville             | 28258      | Montainvillois   | 15,35            | 320 (2013)                        | 21                 |
| Moutiers                 | 28274      | Moustériens      | 21,20            | 260 (2014)                        | 12                 |
| Ouarville                | 28291      |                  | 20,13            | 519 (2014)                        | 26                 |
| Pézy                     | 28297      | Péziliens        | 6,19             | 244 (2013)                        | 39                 |
| Prasville                | 28304      | Prasvillois      | 16,26            | 457 (2014)                        | 28                 |
| Réclainville             | 28313      | Réclainvillois   | 9,80             | 190 (2014)                        | 19                 |
| Rouvray-Saint-Florentin  | 28320      | Roburentins      | 9,36             | 196 (2013)                        | 21                 |
| Theuville                | 28383      |                  | 29,86            | 681 (2014)                        | 23                 |
| Viabon                   | 28406      | Viabonnais       | 36,43            | 368 (2013)                        | 10                 |
| Villars                  | 28411      |                  | 8,34             | 167 (2014)                        | 20                 |
| Villeau                  | 28412      |                  | 13,79            | 187 (2014)                        | 14                 |
| Villeneuve-Saint-Nicolas | 28416      | Villanovois      | 5,16             | 153 (2013)                        | 30                 |
| Ymonville                | 28426      | Ymonvillois      | 20,69            | 492 (2014)                        | 24                 |

## Bureau

### Président
- Marc Guerrini, conseiller général (Nouveau Centre) du canton, maire-adjoint de Voves

#### Vice-présidents
- Claude Gallet, maire d’Allonnes chargé des Actions sociales, de l’enfance et de la jeunesse, des Sports et de la Culture
- Philippe Lirochon, maire de Villeau, chargé des Finances et du Développement Economique
- Jean Pierre Porcher, maire de Louville, chargé des Travaux et Bâtiments publics
- Jean-Michel Dubief, maire de Ouarville, chargé des Affaires Scolaires
- Jean-François Robert, maire de Viabon, chargé de l’Eau, de l’interconnexion et de l’assainissement

## Compétences
- Aménagement de l'espace
  - Constitution de réserves foncières (à titre obligatoire)
  - Création et réalisation de zone d'aménagement concerté (ZAC) (à titre obligatoire)
  - Organisation des transports non urbains (à titre facultatif)
  - Schéma de cohérence territoriale (SCOT) (à titre obligatoire)
  - Schéma de secteur (à titre obligatoire)
- Autres - Technologies de l'information et de la communication (Internet, câble...) (à titre facultatif)
- Actions de développement économique
  - Action de développement économique (Soutien des activités industrielles, commerciales ou de l'emploi, soutien des activités agricoles et forestières...) (à titre obligatoire)
  - Création, aménagement, entretien et gestion de zone d'activités industrielle, commerciale, tertiaire, artisanale ou touristique (à titre obligatoire)
- Développement et aménagement social et culturel
  - Activités périscolaires (à titre facultatif)
  - Construction ou aménagement, entretien, gestion d'équipements ou d'établissements culturels, socioculturels, socioéducatifs, sportifs (à titre optionnel)
  - Transport scolaire (à titre facultatif)
- Énergie - Eau (Traitement, adduction, distribution) (à titre facultatif)
- Environnement
  - Assainissement non collectif (à titre facultatif)
  - Protection et mise en valeur de l'environnement (à titre optionnel)
  - Traitement des déchets des ménages et déchets assimilés (à titre optionnel)
- Logement et habitat
  - Action en faveur du logement des personnes défavorisées par des opérations d'intérêt communautaire (à titre optionnel)
  - Action et aide financière en faveur du logement social d'intérêt communautaire (à titre optionnel)
  - Politique du logement social (à titre optionnel)
  - Programme local de l'habitat (à titre optionnel)
- Sanitaires et social - Action sociale (à titre optionnel)

## Historique
- 31 décembre 2016 : fusion de la communauté de communes avec deux autres pour former la communauté de communes Cœur de Beauce
- 20 janvier 2005 : transfert du siège de la communauté de communes
- 12 décembre 2002 : création de la communauté de communes
- 27 septembre 2002 : 2e arrêté de périmètre de la communauté de communes
- 10 septembre 2002 : arrêté de périmètre de la communauté de communes

## Identification
Identification SIREN 242852499